# Vassychtcheve
Vassychtcheve (ukrainien : Васищеве) est une commune urbaine de l'oblast de Kharkiv, en Ukraine. Elle compte 5 730 habitants en 2021.

## Géographie
La commune est assise sur la rive orientale de la rivière Oudy, à sa confluence avec la rivière Stoudenok. L'Oudy est un affluent du Donets, dans le bassin hydrographique du fleuve Don. La commune se trouve à 19 kilomètres au sud-sud-est de la ville de Kharkiv.